# 긴테쓰 백화점
주식회사 긴테쓰 백화점(일본어: 近鉄百貨店, 영어: KINTETSU Department Store Co., Ltd)은 일본의 백화점 중 하나이다. 긴테쓰 그룹의 주요 기업으로, 본사 및 본점은 오사카시 아베노구 아베노스지 1-1-43에 있다. 전신은 1920년 1월에 창업한 교토부 교토시가 발상인 백화점 마루부쓰를 기원으로 하는 구 교토 긴테쓰 백화점과 긴키 닛폰 철도의 직영 백화점 부문에서 분리 발전한 구 긴테쓰 백화점으로 나뉜다. 모회사인 긴키 닛폰 철도는 미쓰비시 그룹과 밀접한 관계를 가지지만, 긴테쓰 백화점은 다이린카이 소속 기업이다.

## 같이 보기
- 긴테쓰 그룹 홀딩스